# Ореховатские пруды
Ореховатские пруды (укр. Оріхуватські ставки) — группа прудов на ручье Ореховатка, расположенные на территории Голосеевского района. Площадь — 5 га.

## География

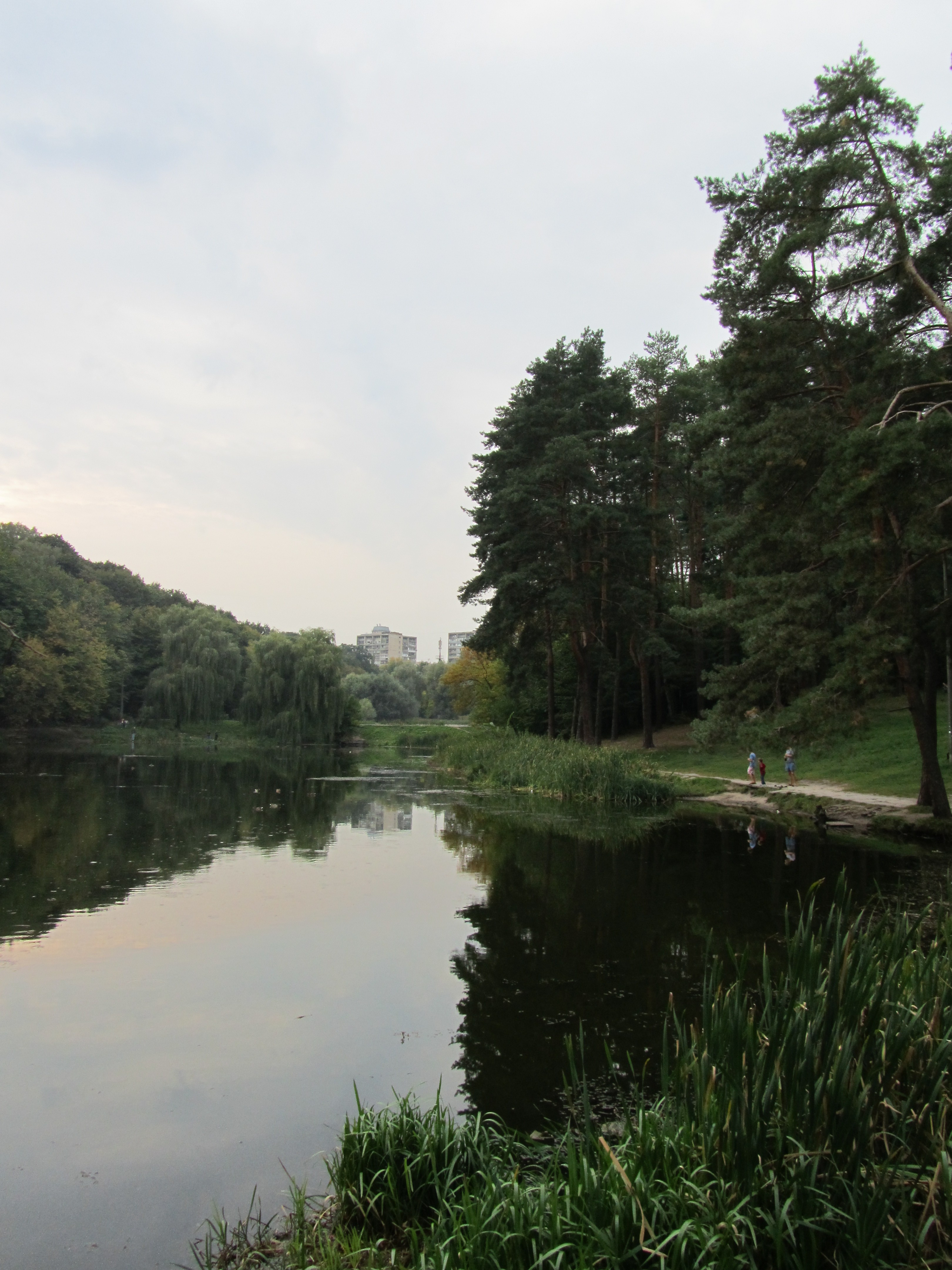

Параметры (длина × ширина) прудов: северный 373×95 м, центральный 225×53 м, юго-восточный 153×58 м, юго-западный 120×54 м. Глубина (юго-восточный пруд) — 1,5-2 м. Высота над уровнем моря: м. Водоёмы относятся к типу дренажных и декоративно-рекреационных.
Ореховатские пруды расположены на территории Голосеевского парка, который в составе Голосеевского национального природного парка, южнее Голосеевского проспекта. Северный пруд (нижний) расположен вблизи угла проспекта Голосеевский и улицы Голосеевская, где расположена станция метро Голосеевская. Центральный пруд расположен юго-восточнее центрального входа в Голосеевский парк, два южных (верхние) — южнее входа.
Группа состоит из 4 водоёмов. Имеют вытянутую овальную форму. Берега пологие, частично закреплены (преимущественно северного пруда). Между двумя южными прудами расположена запруда, возвышающаяся над водоемами.
В летний период северный пруд является местом отдыха горожан, где действует прокат катамаранов и лодок. Купание запрещено. В зимний период пруды замерзают полностью.

## Природа
У берегов в воде и на суше присутствует влаголюбивая растительность (наиболее обильная у южных двух прудов). Водное зеркало прудов частично зарастают водной растительностью (макрофиты). В северном и юго-западном прудах была обнаружена пистия телорезовидная (Pistia stratiotes). 7 сообществ растений занесены в Зелёную книгу Украины и одно регионально-редкое сообщество. Фитопланктон представлен 154 видами и внутривидовыми таксонами.
Здесь встречаются водоплавающие птицы.
По данным на 1983 год, здесь встречается 8 видов рыб (карповые Cyprinidae, колюшковые Gasterosteidae, бычковые Gobiidae), где разнообразие северного пруда представлено промышленными видами, а прочие только не промышленными видами. В 1983 году в северный пруд (№ 1) был запущен годовалый белый толстолобик (Hypophthalmichthys molitrix), а затем и белый амур (Ctenopharyngodon idella). К 2001 году исчезли белый толстолобик и белый амур. По данным на 2002 год, в северном пруду встречается 7 видов, с количественным преобладанием карася серебристого, окуня обычного и бычок-гонец.